# Magdalene Sewing
Magdalene Sewing (* 20. Mai 1898 in Ibbenbüren; † 27. Dezember 1952) war eine deutsche Kommunal- und Landespolitikerin der CDU.
Sewing war Hausfrau und zeitweise Bürgermeisterin von Recklinghausen. Für die CDU war sie 1946 Mitglied im Provinzialrat Westfalen sowie 1946 und 1947 Mitglied des ernannten Landtages von Nordrhein-Westfalen. 